# Olbia Calcio 2005-2006
Questa pagina raccoglie le informazioni riguardanti l'Olbia Calcio nelle competizioni ufficiali della stagione 2005-2006.

## Rosa
| N. |                   | Ruolo | Calciatore             |
| -- | ----------------- | ----- | ---------------------- |
|    | Italia (bandiera) | D     | Fabrizio Cacciatore    |
|    | Italia (bandiera) | P     | Davide Capello         |
|    | Italia (bandiera) | A     | Alberto Castioni       |
|    | Italia (bandiera) | D     | Simone Cirina          |
|    | Italia (bandiera) | A     | Cristiano Colella      |
|    | Italia (bandiera) | A     | Gianfranco Criniti     |
|    | Italia (bandiera) | D     | Rocco D'Aiello         |
|    | Italia (bandiera) | A     | Nunzio Falco           |
|    | Italia (bandiera) | C     | Marco Fina             |
|    | Italia (bandiera) | C     | Michele Lanzillotta    |
|    | Italia (bandiera) | C     | Giuseppe Libassi       |
|    | Italia (bandiera) | C     | Alessandro Manca       |
|    | Italia (bandiera) | P     | Marco Manis            |
|    | Italia (bandiera) | A     | Simone Marini          |
|    | Italia (bandiera) | A     | Alessandro Marotta     |
|    | Italia (bandiera) | C     | Igor Giovanni Marziano |

| N. |                          | Ruolo | Calciatore           |
| -- | ------------------------ | ----- | -------------------- |
|    | Italia (bandiera)        | A     | Roberto Massaro      |
|    | Italia (bandiera)        | A     | Mattia Mastrolilli   |
|    | Italia (bandiera)        | D     | Marco Mugnaini       |
|    | Italia (bandiera)        | C     | Luca Nizzetto        |
|    | Italia (bandiera)        | C     | Fabio Nuvoli         |
|    | Italia (bandiera)        | D     | Alfredo Ottolina     |
|    | Italia (bandiera)        | A     | Michelangelo Palazzo |
|    | Italia (bandiera)        | A     | Domenico Pipitò      |
|    | Liechtenstein (bandiera) | C     | Michele Polverino    |
|    | Italia (bandiera)        | D     | Antonio Scrò         |
|    | Italia (bandiera)        | C     | Giovanni Soro        |
|    | Italia (bandiera)        | C     | Mariano Sotgia       |
|    | Italia (bandiera)        | A     | Alessio Taras        |
|    | Italia (bandiera)        | P     | Giordano Vanin       |
|    | Italia (bandiera)        | D     | Pietro Varriale      |
|    | Italia (bandiera)        | C     | Alessandro Volpe     |